# Szentkirály
Szentkirály je selo u središnjoj Mađarskoj.
Zauzima površinu od 101,83 km četvornih.

## Zemljopisni položaj
Nalazi se u regiji Južni Alföld, na 46°55'4" sjeverne zemljopisne širine i 19°55'8" istočne zemljopisne dužine.

## Upravna organizacija
Upravno pripada kečkemetskoj mikroregiji u Bačko-kiškunskoj županiji. Poštanski broj je 6031.

## Stanovništvo
U Szentkirályu živi 1987 stanovnika (2002.). 

## Vanjske poveznice
- (mađ.) Szentkirály honlapja
- (mađ.) Szentkirály a Vendégvárón  Arhivirana inačica izvorne stranice od 11. veljače 2007. (Wayback Machine)